# Pääsküla jõgi
Pääsküla jõgi är ett vattendrag i Estland.   Det ligger i landskapet Harjumaa, i den västra delen av landet, 14 km sydväst om huvudstaden Tallinn.